# Grand Prix de Ouest-France 1993
Il Grand Prix de Ouest-France 1993, cinquantasettesima edizione della corsa, si svolse il 24 agosto 1993 su un percorso totale di 209 km. Fu vinta dal francese Thierry Claveyrolat che terminò la gara in 5h09'25.

## Ordine d'arrivo (Top 10)
| Pos. | Corridore             | Squadra       | Tempo    |
| ---- | --------------------- | ------------- | -------- |
| 1    | Thierry Claveyrolat   | GAN           | 5h09'25" |
| 2    | Jean-François Bernard | Banesto       | a 1"     |
| 3    | Thierry Laurent       | Novemail      | a 14"    |
| 4    | Laurent Jalabert      | ONCE          | a 16"    |
| 5    | Andrej Čmil           | GB-MG Magl.   | s.t.     |
| 6    | Jean-Claude Colotti   | GAN           | s.t.     |
| 7    | Mario De Clercq       | Lotto-Caloi   | s.t.     |
| 8    | Tristan Hoffman       | TVM-Bison Kit | s.t.     |
| 9    | Willy Willems         | Collstrop     | s.t.     |
| 10   | Bruno Cornillet       | Novemail      | s.t.     |